# 覃海洋
覃 海洋（たん かいよう、Qin Haiyang、1999年5月17日 - ）は、中華人民共和国湖南省常徳市出身の中国人男子競泳選手。専門は平泳ぎと個人メドレー。
200m平泳ぎの世界記録保持者。100m平泳ぎと50m平泳ぎのアジア記録保持者。世界水泳選手権で4個の金メダルを獲得している。

## 経歴

### 2023年世界水泳選手権
2023年世界水泳選手権において、男子競泳史上初の平泳ぎ3冠を達成し、各種目でアジア記録を樹立したほか、200m平泳ぎの世界記録保持者となった。

## 自己ベスト
参照
- 50m平泳ぎ　26秒20（アジア記録）
- 100m平泳ぎ　57秒69（アジア記録）
- 200m平泳ぎ　2分5秒48（世界記録）
- 200mメドレー　1分57秒06（世界ジュニア記録）
- 4x100メドレーリレー　3分27秒01（アジア記録）
- 混合4x100メドレーリレー　3分37秒55（アジア記録）